# Cuelgamuros
Cuelgamuros är en dal i Spanien.   Den ligger i provinsen Provincia de Madrid och regionen Madrid, i den centrala delen av landet, 40 km nordväst om huvudstaden Madrid.